# Echinopla arfaki
Echinopla arfaki är en myrart som beskrevs av Horace Donisthorpe 1943. Echinopla arfaki ingår i släktet Echinopla och familjen myror. Inga underarter finns listade i Catalogue of Life.